# Піхотна дивізія «Шарнгорст»
Піхотна дивізія «Шарнгорст» (нім. Infanterie-Division Scharnhorst) — дивізія Вермахту, що існувала наприкінці Другої світової війни.

## Історія
Піхотна дивізія «Шарнгорст» сформована 30 березня 1945 року в ході 35-ї хвилі мобілізації в 11-му військовому окрузі з окремих підрозділів 340-ї та 167-ї фольксгренадерських дивізій, саперної школи Дессау та 412-ї корпусної артилерійської групи фольксштурму, а також особового складу резервістів, зокрема частин Люфтваффе. Інженерний батальйон сформувався на основі вцілілих інженерних підрозділів піхотної дивізії «Потсдам». Дивізія брала участь у боях в центрі Німеччини, 2 травня 1945 року капітулювала американським військам поблизу Травемюнде.

## Райони бойових дій
- Німеччина (березень — травень 1945).

## Командування

### Командири
- генерал-лейтенант Генріх Гец (нім. Heinrich Götz) (30 березня — 2 травня 1945).

### Підпорядкованість
| Час     | Корпус  | Армія       | Група армій (округ) | Штаб  |
| ------- | ------- | ----------- | ------------------- | ----- |
| 1945    |         |             |                     |       |
| квітень | XX-й ак | 12-та армія | Група армій «Вісла» | Беліц |

## Склад
| 1945                                     |
| ---------------------------------------- |
| 1-й гренадерський полк «Шарнгорст»       |
| 2-й гренадерський полк «Шарнгорст»       |
| 3-й гренадерський полк «Шарнгорст»       |
| Фузілерний батальйон «Шарнгорст»         |
| Артилерійський полк «Шарнгорст»          |
| Протитанковий загін «Шарнгорст»          |
| Інженерний батальйон «Шарнгорст»         |
| Дивізійний батальйон зв'язку «Шарнгорст» |